# Monkuy
Monkuy est une commune située dans le département de Ouarkoye de la province du Mouhoun au Burkina Faso.